# 约安娜·莱什琴斯卡
约安娜·莱什琴斯卡（波蘭語：Joanna Leszczyńska，1988年12月18日—），波兰女子赛艇运动员。她曾代表波兰参加2012年和2016年夏季奥林匹克运动会赛艇比赛，获得女子四人双桨铜牌。